# Крыжановский, Олег Прокофьевич
Олег Прокофьевич Крыжановский (3 января 1944, Красная Слободка (ныне Обуховский район Киевской области Украины) — 18 февраля 2010, Киев) — украинский учёный-историк, педагог, доктор исторических наук, профессор. Заслуженный работник образования Украины.

## Биография
Специалист по истории Церкви и религиозной мысли на Украине, истории древнего Востока. В последние годы работал заведующим кафедрой истории древнего мира и средних веков исторического факультета Киевского национального университета имени Тараса Шевченко.
В 1965 году окончил историко-философский факультет Киевского университета, где учился по специальности истории древнего мира и средних веков. В 1965—1967 годах по направлению был ассистентом кафедры истории Каменец-Подольского педагогического института.
После возвращения в 1967 году со службы в Вооружённых силах, в 1968 году поступил в аспирантуру Киевского университета. В 1971 году под руководством П. А. Лаврова защитил кандидатскую диссертацию на тему «Инвентарная реформа 1847—1848 гг. в Волынской губернии».
С 1970 года преподаватель, с 1989 года заведующий кафедрой истории древнего мира и средних веков исторического факультета. В 1992 году защитил докторскую диссертацию на тему «Церковь в социально-экономическом развитии Правобережной Украины. XVIII — первая половина XIX в.» С 1993 года — профессор.
С начала 1990-х годов по совместительству преподавал в Международном Соломоновом университете и Киевском университете славистики. В 2002 году читал лекции в Институте истории Свентокшиской Академии имени Яна Кохановского (Польша).
Результатом его преподавательской деятельности в области ориенталистики стало появление двух фундаментальных востоковедческих работ — речь об авторском курсе лекций по истории цивилизаций Древнего Востока («История Древнего Востока: Курс лекций») и созданном на его основе первом украинском учебнике по истории Древнего Востока.

## Книги
Автор ряда научных работ и учебников по истории Церкви, древнего мира и средних веков, в том числе:
- Церковь в социально-экономическом развитии Правобережной Украины, XVIII — первая половина XIX в. (1991),
- Історія Стародавнього Сходу: Курс лекцій (1996),
- Історія середніх віків (учебник для средних школ, 1998),
- Історія Стародавнього Сходу (2002),
- Історія Стародавнього Сходу (учебник для вузов, 2000),
- Історія середніх віків. Вступ до історії західноєвропейського Середньовіччя: Курс лекцій (в соавт. 2004)

Похоронен на Южном кладбище (участок № 34) в Киеве.